# Boeing
The Boeing Company je američka zrakoplovna i vojna tvrtka, jedan od svjetskih lidera u proizvodnji putničkih aviona. Utemeljio ju je William E. Boeing u Seattleu. Boeing se 1997. godine spojio s McDonnell Douglasom. Međunarodno sjedište je u Chicagu od 2001. Boeing je najveći globalni proizvođač zrakoplova prema prihodima, narudžbama i isporukama, te drugi najveći zrakoplovni i obrambeni proizvođač po sklopljenim ugovorima u svijetu. Boeing je također jedan od najvećih izvoznika SAD-a. Njegove dionice su komponenta industrijskog prosjeka indeksa Dow Jones.

## Unutarnje poveznice
- Natjecanje između Airbusa i Boeinga

## Vanjske poveznice
- Službene stranice